# Parachabora triangulifera
Parachabora triangulifera är en fjärilsart som beskrevs av George Francis Hampson 1901. Parachabora triangulifera ingår i släktet Parachabora och familjen nattflyn. Inga underarter finns listade i Catalogue of Life.